# 2016年リオデジャネイロオリンピックのベネズエラ選手団
2016年リオデジャネイロオリンピックのベネズエラ選手団（2016ねんリオデジャネイロオリンピックのベネズエラせんしゅだん）は、2016年8月5日から8月21日にかけてブラジルのリオデジャネイロで開催された2016年リオデジャネイロオリンピックのベネズエラ選手団、およびその競技結果。

## 概要
今大会は銀メダル2個、銅メダル1個の合計3個のメダルを獲得した。
ボクシング男子フライ級でジョエル・フィノルが銅メダルを獲得したが、銀メダルを獲得したロシアのミーシャ・アロイアンがドーピング違反で剥奪、フィノルが2位に繰り上げとなった。

## メダル
| メダル | 選手名                     | 競技       | 種目         |
| ------ | -------------------------- | ---------- | ------------ |
| 銀     | ジュリマール・ロハス       | 陸上       | 女子三段跳   |
| 銀     | ジョエル・フィノル         | ボクシング | 男子フライ級 |
| 銅     | ステファニー・エルナンデス | 自転車     | 女子BMX      |